# Anbetung der Könige
Die Anbetung des Jesuskindes durch die Heiligen Drei Könige, oder kurz: Anbetung der Könige, ist ein seit der Spätantike bekanntes Motiv in der christlichen Kunst. Dargestellt werden Maria, Josef und das Jesuskind, dem von den drei Weisen aus dem Morgenland mit den drei Geschenken Gold, Weihrauch und Myrrhe gehuldigt wird. Im Hintergrund sind oft Ochs und Esel, am Bildrand Teile der Karawane der Könige und am Himmel der Stern von Betlehem zu sehen. In seltenen Fällen wird die Anbetung der Könige und die Anbetung der Hirten in einer Szene zusammengefasst.
Die Anbetung eines Kindes in einer Krippe durch hochrangige oder gebildete Personen wie Könige, Magier, Sterndeuter oder Weise unterstreicht die höherrangige Stellung Jesu. Darüber hinaus werden die drei Weisen als Repräsentanten der nichtjüdischen Welt aufgefasst, oft stellvertretend für die drei damals bekannten Erdteile Europa, Asien und Afrika. Auch das Motiv der Drei Lebensalter fließt in manche Darstellungen mit ein. Die überbrachten Gaben Gold, Weihrauch und Myrrhe werden in verschiedener Weise gedeutet. Ihre Trias motiviert die Dreizahl der vorgestellten Weisen aus dem Morgenland. Die kundigen Magier werden in der Legende ausgestaltet als drei Könige, die in der katholischen Kirche als Heilige Drei Könige verehrt werden.

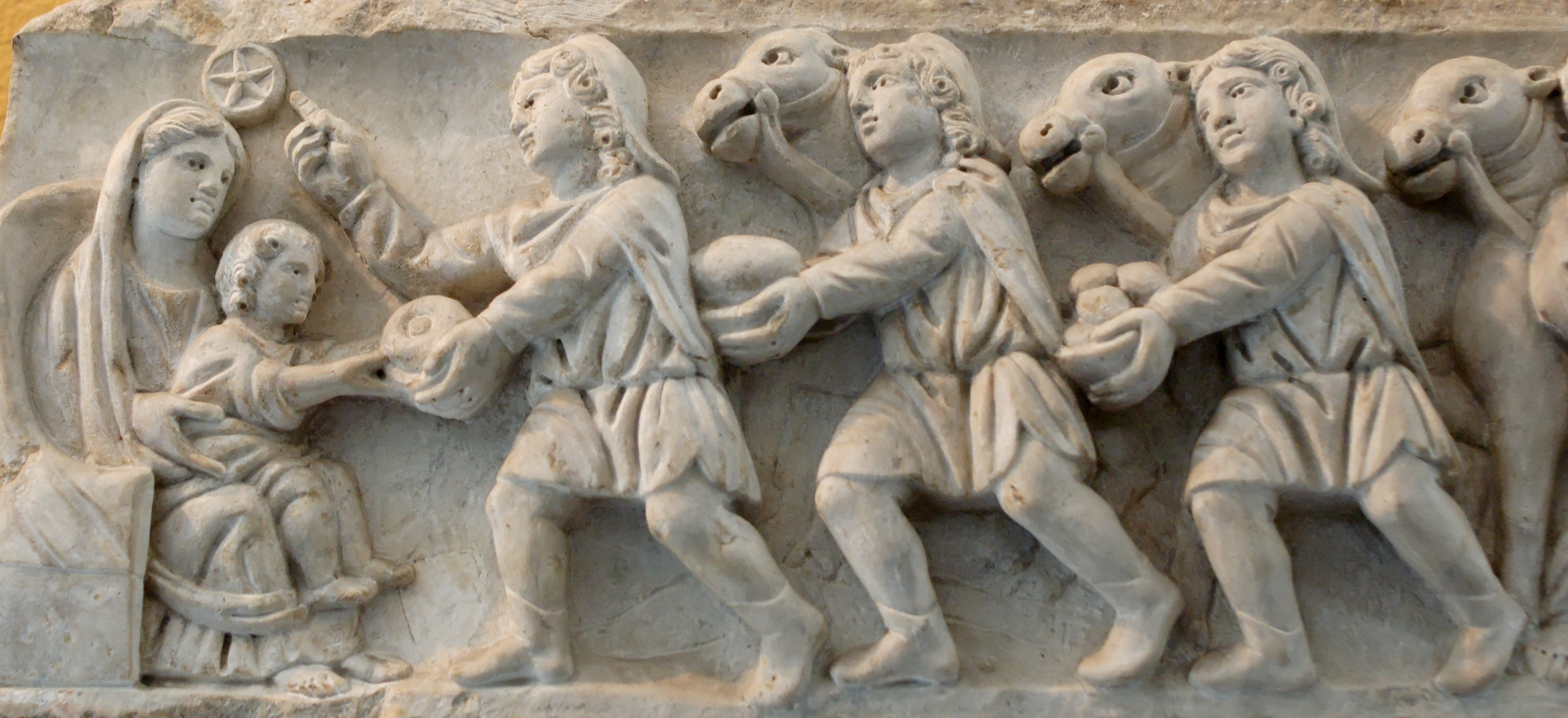
Anbetung des Jesuskindes durch drei ungekrönte Sterndeuter oder Magier; Sarkophagrelief (4. Jh.)
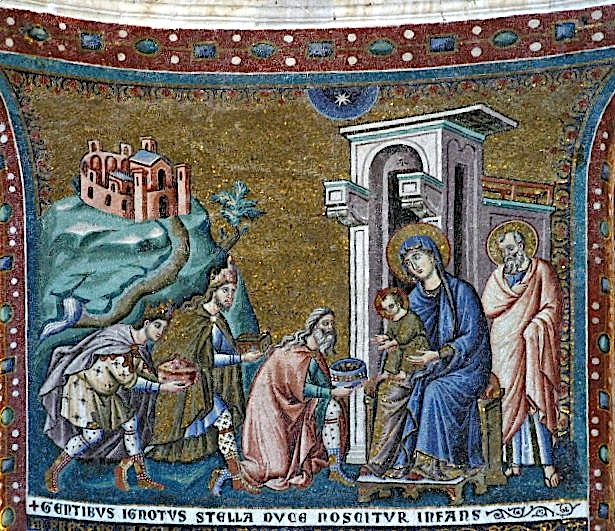
Anbetung der Heiligen drei Könige; byzantinisches Mosaik in Santa Maria in Trastevere in Rom (um 1250)
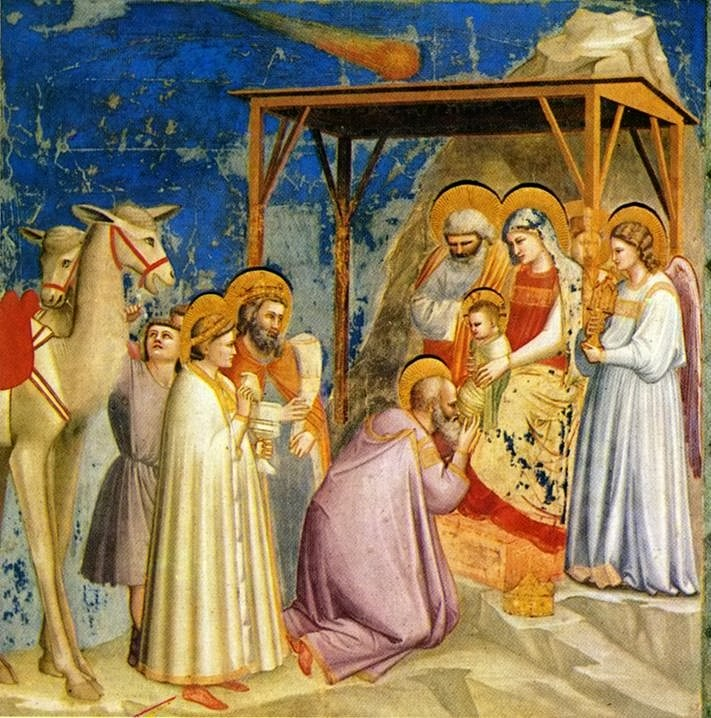
Anbetung der Könige; Fresko in der Scrovegni-Kapelle von Giotto di Bondone (um 1303)
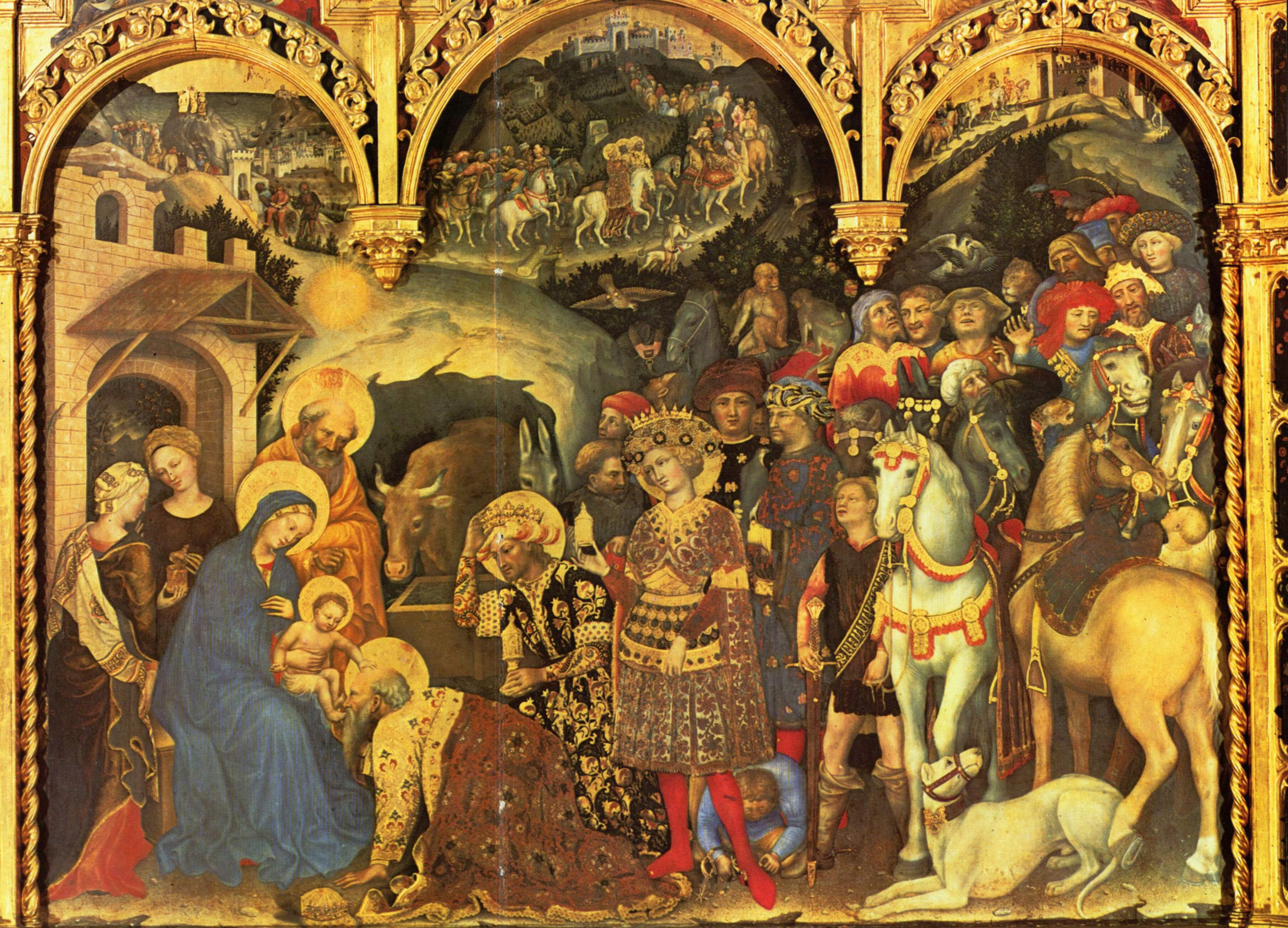
Anbetung der Könige; Tafelbild (Strozzi-Altar) von Gentile da Fabriano (um 1423)
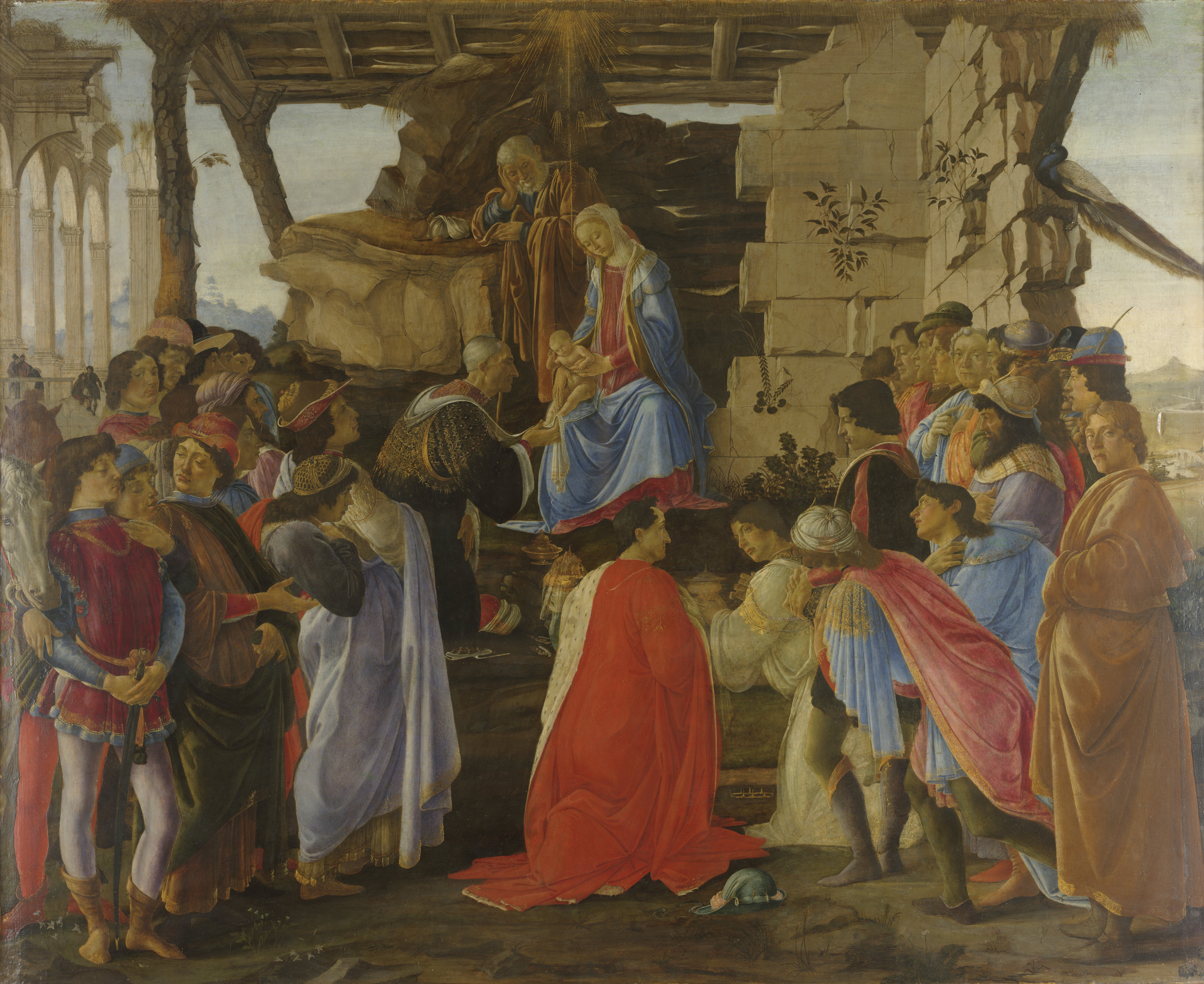
Anbetung der Könige; Tafelbild (Zanobi-Altar) von Sandro Botticelli (um 1476)
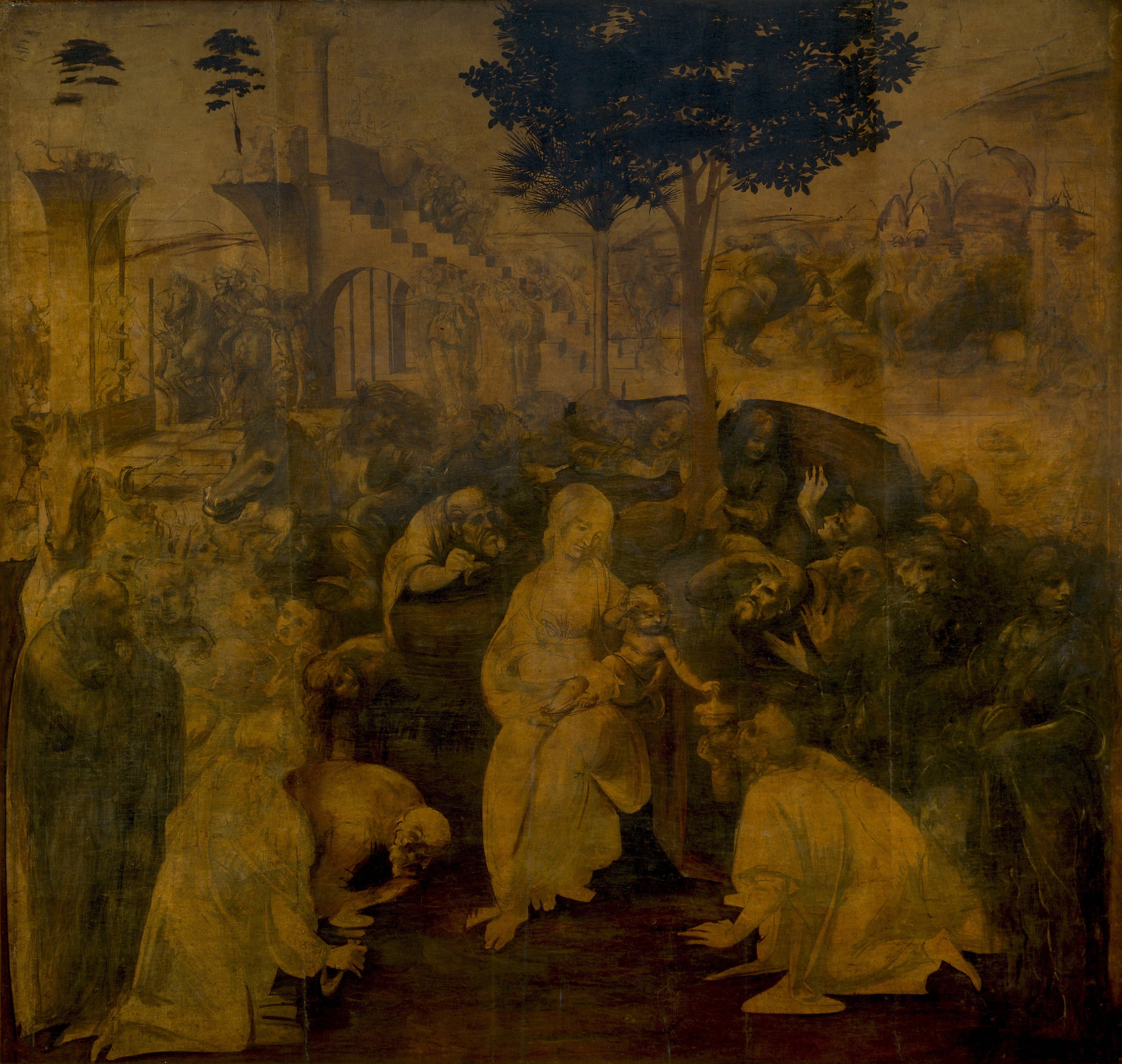
Anbetung der Könige; Ölskizze von Leonardo da Vinci (um 1481)
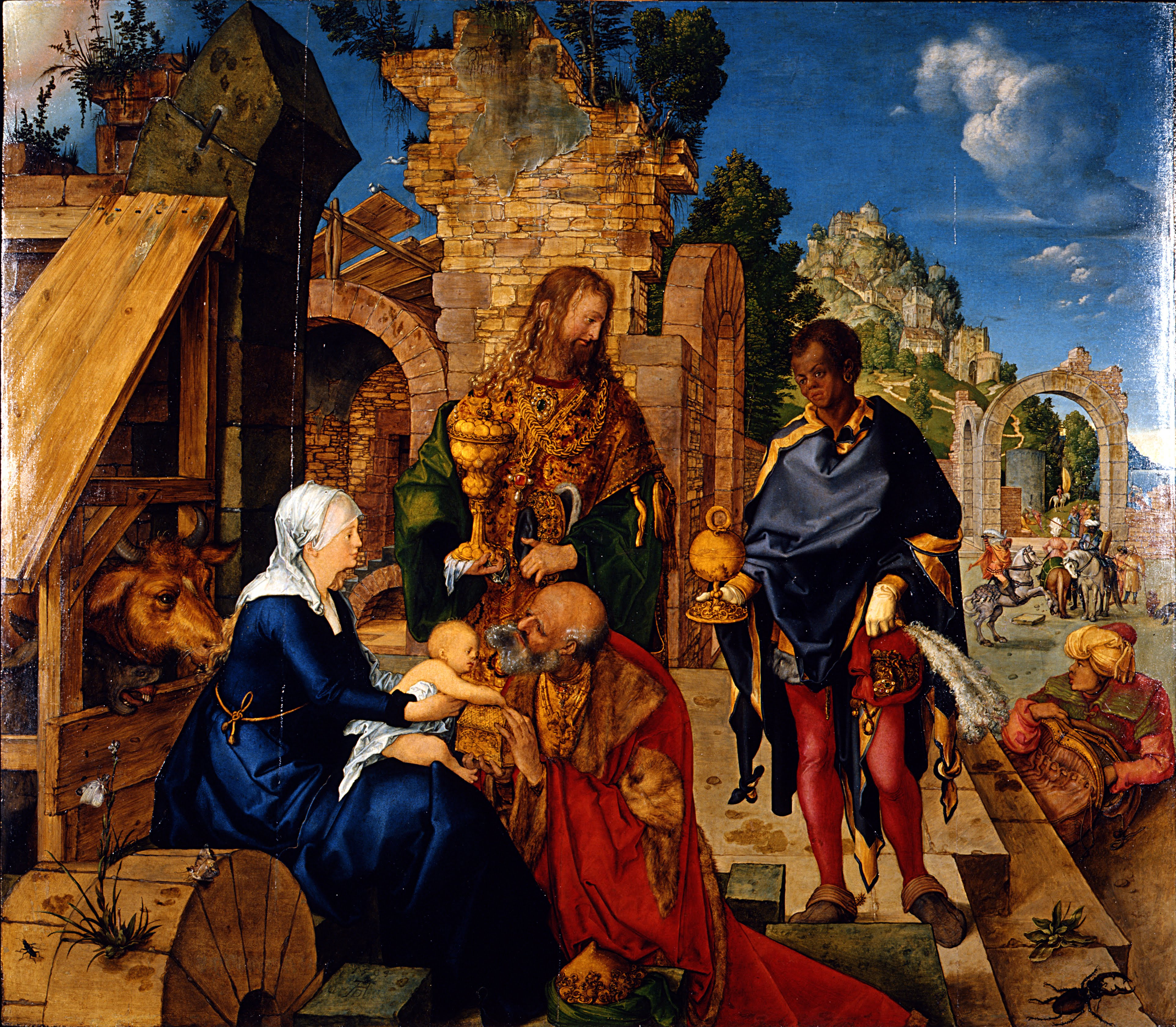
Anbetung der Könige; Ölgemälde von Albrecht Dürer (1504)
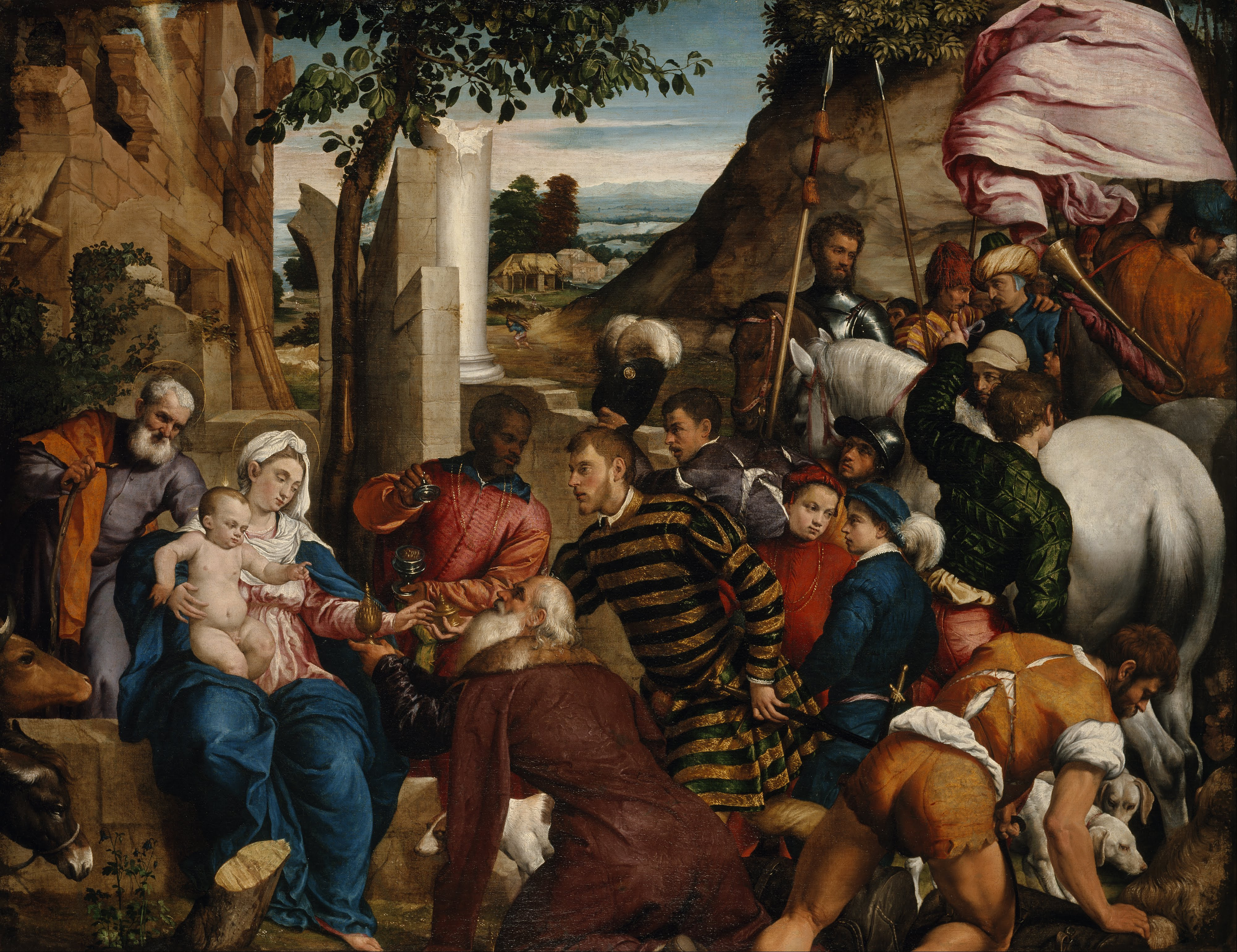
Anbetung der Könige; Ölgemälde von Jacopo Bassano (um 1563/4)

Anbetung der Könige bezeichnet das auf die Legende zurückgehende Motiv einer Darstellung dreier dem neugeborenen Kind Jesus huldigenden Könige, beispielsweise die Anbetung der Könige von Albrecht Dürer; im italienischen Kulturraum ist hierfür die Bezeichnung Adorazione dei Magi üblich. Insbesondere aus der Renaissance sind eine Reihe von Darstellungen dieses Motivs erhalten, so verschiedene Adorazione dei Magi von Giotto di Bondone, von Gentile da Fabriano, von Sandro Botticelli, von Leonardo da Vinci, von Filippino Lippi und anderen. Aus dem spanischen Raum sind Darstellungen der anbetenden Könige oder Magier, eine Adoración de los Reyes Magos, u. a. von El Greco und von Velázquez bekannt; auch niederländische Maler wie Hieronymus Bosch und Peter Paul Rubens haben Interpretationen dieses Motivs in Gemälde umgesetzt. Mit dem Ausdruck „Magier“ wurden im Mittelalter auch Astronomen oder Astrologen bezeichnet.

## Bibeltext
Das Motiv geht zurück auf das Matthäusevangelium (Mt 2,1–12 ), wo es heißt:

„Als Jesus zur Zeit des Königs Herodes in Betlehem in Judäa geboren worden war, kamen Sterndeuter aus dem Osten nach Jerusalem und fragten: Wo ist der neugeborene König der Juden? Wir haben seinen Stern aufgehen sehen und sind gekommen, um ihm zu huldigen. Als König Herodes das hörte, erschrak er und mit ihm ganz Jerusalem. Er ließ alle Hohenpriester und Schriftgelehrten des Volkes zusammenkommen und erkundigte sich bei ihnen, wo der Messias geboren werden solle. Sie antworteten ihm: In Betlehem in Judäa; denn so steht es bei dem Propheten: Du, Betlehem im Gebiet von Juda, bist keineswegs die unbedeutendste unter den führenden Städten von Juda; denn aus dir wird ein Fürst hervorgehen, der Hirt meines Volkes Israel. Danach rief Herodes die Sterndeuter heimlich zu sich und ließ sich von ihnen genau sagen, wann der Stern erschienen war. Dann schickte er sie nach Betlehem und sagte: Geht und forscht sorgfältig nach, wo das Kind ist; und wenn ihr es gefunden habt, berichtet mir, damit auch ich hingehe und ihm huldige. Nach diesen Worten des Königs machten sie sich auf den Weg. Und der Stern, den sie hatten aufgehen sehen, zog vor ihnen her bis zu dem Ort, wo das Kind war; dort blieb er stehen. Als sie den Stern sahen, wurden sie von sehr großer Freude erfüllt. Sie gingen in das Haus und sahen das Kind und Maria, seine Mutter; da fielen sie nieder und huldigten ihm. Dann holten sie ihre Schätze hervor und brachten ihm Gold, Weihrauch und Myrrhe als Gaben dar. Weil ihnen aber im Traum geboten wurde, nicht zu Herodes zurückzukehren, zogen sie auf einem anderen Weg heim in ihr Land.“